# Parascyllium variolatum
Parascyllium variolatum es una especie de elasmobranquio orectolobiforme de la familia Parascylliidae.